# Тополовец (община Ружинци)
Тополовец (болг. Тополовец) — село в Болгарии. Находится в Видинской области, входит в общину Ружинци. Население составляет 306 человек.

## Политическая ситуация
В местном кметстве Тополовец, в состав которого входит Тополовец, должность кмета (старосты) исполняет Сашко Илиев Здравков (коалиция партий: Болгарская социалистическая партия (БСП) и Движение за права и свободы (ДПС)) по результатам выборов правления кметства.
Кмет (мэр) общины Ружинци — Венцислав Томов Ванков (коалиция в составе 2 партий: Болгарская социалистическая партия (БСП), Движение за права и свободы (ДПС)) по результатам выборов в правление общины.